# Escotoma

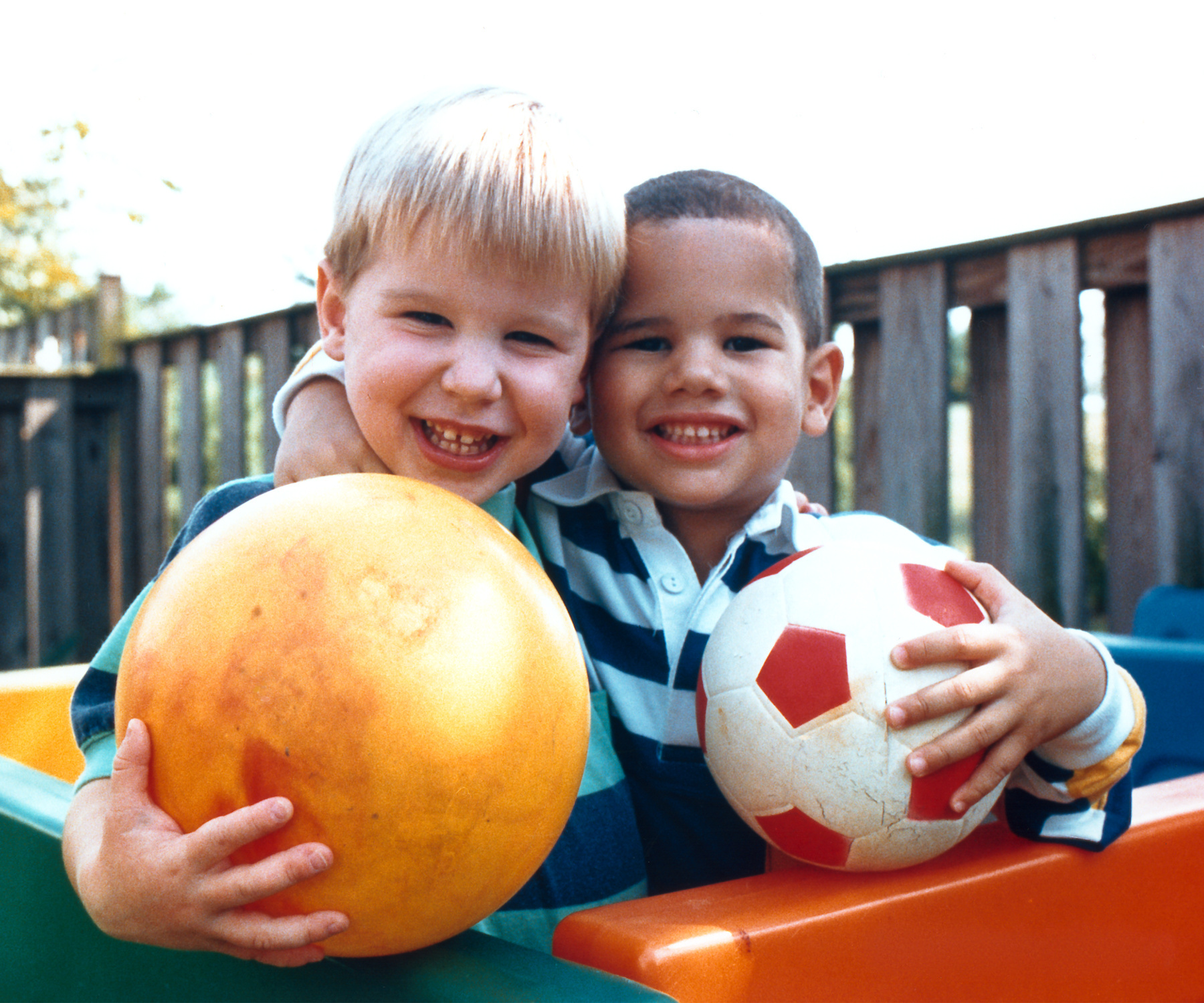
Imagem com visão normal

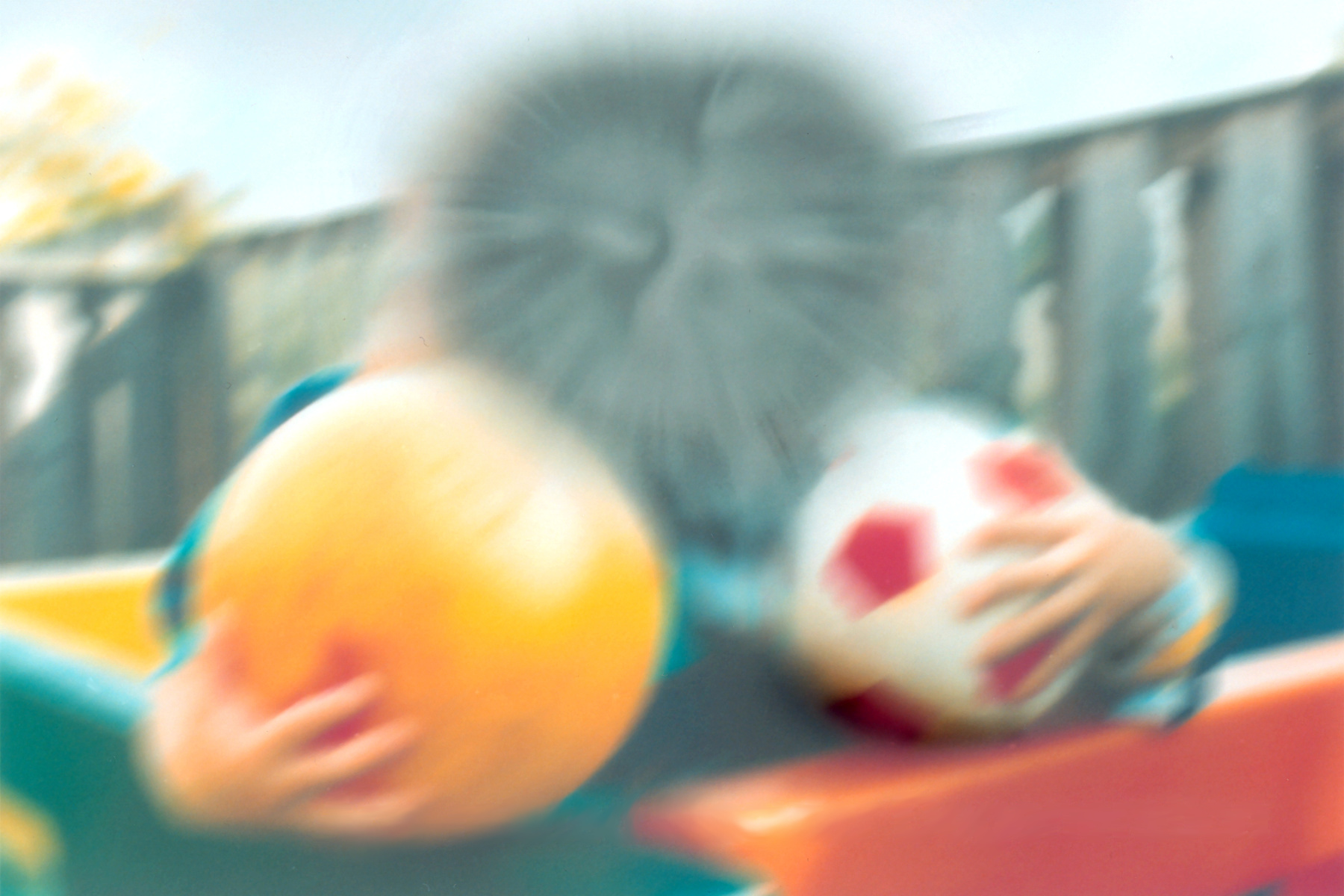
Imagem simulando um grande escotoma central, por degeneração macular.

Escotoma (do grego scotoma, escuridão) é uma região do campo visual que apresenta perda total ou parcial da acuidade visual, rodeada de uma outra região em que a visão normal está preservada. Quando a parte com informação visual ausente ou incompleta é pequena, pode ser interpretada e substituída pelo cérebro com base nas informações do arredor e passar despercebida. Os pacientes relatam apenas ver objetos desaparecendo e reaparecendo subitamente.
Todos os mamíferos possuem normalmente um escotoma em seu campo de visão, chamado ponto cego. Este escotoma não é uma anomalia e devido às suas pequenas dimensões ele não é conscientemente percebido a não ser através de testes.

## Sinais e sintomas
Um escotoma pode envolver qualquer parte do campo visual e ter diversas formas e tamanhos. Um escotoma no centro do campo visual, mesmo que pequena, pode provocar uma grande perda de acuidade, enquanto que escotomas nas áreas periféricas podem passar despercebidos, devido à redução normal da acuidade na periferia do campo visual.
Escotomas podem ser patológicos quando decorrem de uma diversidade de condições que acometem a retina (principalmente sua área sensível, a mácula) ou o nervo óptico.

## Causas
Causas comuns de escotomas podem incluir doenças desmielinizantes como esclerose múltipla, substâncias tóxicas como álcool metílico, etambutol e quinino, deficiências nutricionais e isquemias vasculares tanto na retina quanto no nervo óptico. Escotomas cintilantes são formas comuns de aura (sintoma prévio que permite antecipar o início de uma crise) na enxaqueca. Escotomas menos comuns mas igualmente perigosos são aqueles causados por tumores como os da glândula pituitária (hipófise), que pode comprimir o nervo óptico ou interferir com sua irrigação sanguínea. O que é importante nesses casos é que, às vezes, são reversíveis cirurgicamente.
Raramente, o escotoma é bilateral, ou seja, acomete os dois olhos. Uma variedade importante do escotoma bilateral pode ocorrer quando um tumor pituitário começa a comprimir o quiasma óptico e acaba produzindo uma "hemianopia escotomatosa hemicentral bitemporal". Este tipo de defeito no campo visual costuma evoluir para sintomas de grande intensidade, mas pode passar despercebido por métodos comuns de diagnóstico precoce, pois é mais difícil de detectar por exames clínicos rotineiros do que a "hemianopia bitemporal periférica" clássica e pode mesmo iludir modalidades eletrônicas sofisticadas da avaliação do campo visual.